# Yengicə
Yengicə è un comune dell'Azerbaigian situato nel distretto di Şərur.